# Eunice cirribranchis
Eunice cirribranchis är en ringmaskart som beskrevs av Grube 1870. Eunice cirribranchis ingår i släktet Eunice och familjen Eunicidae. Inga underarter finns listade i Catalogue of Life.